# 7801 Ґоретті
7801 Ґоретті (7801 Goretti) — астероїд головного поясу, відкритий 12 квітня 1996 року.
Тіссеранів параметр щодо Юпітера — 3,346.